# بيدرو أفيليس بيريز
بيدرو أفيليس بيريز (بالإسبانية: Pedro Avilés Pérez)‏ يشار إليه عادة باسمه الشهير «ذا ماونتن ليون» وهو بارون المخدرات من ولاية سينالوا في المكسيك بدء التجارة في أواخر الستينيات. وهو يعتبر الجيل الأول من مهربي المخدرات المكسيكيين الرئيسيين للماريجوانا  وكان أيضًا أول رجل مخدرات معروف يستخدم طائرة لتهريب المخدرات إلى الولايات المتحدة.

## الجيل الثاني من تجار المخدرات
قال الجيل الثاني من تجار المخدرات مثل رافائيل كارو كوينتيرو وإرنستو فونسيكا كاريلو أنهم تعلموا كل ما عرفوه عن تهريب المخدرات أثناء خدمتهم في منظمة بيدرو أفيليس بيريز.

## وفاته
قتل في تبادل لإطلاق النار مع الشرطة الفيدرالية المكسيكية في سبتمبر 1978.